# Dryolestida
I driolestidi (Dryolestida) sono un gruppo di mammiferi primitivi, vissuti fra il Giurassico medio e il Miocene (circa 160 – 20 milioni di anni fa). Sono considerati molto vicini all'origine dei mammiferi teri (Theria), che comprendono marsupiali e euplacentati.

## Caratteristiche
Di aspetto e dimensioni simili a quelle di uno scoiattolo, i driolestidi possedevano una lunga coda e zampe adatte ad arrampicarsi. Alcune caratteristiche dello scheletro sono molto primitive e richiamano i loro antenati mammaliaformi, ma altre (come la mandibola tipicamente “da mammifero” e le ossa dell'orecchio medio) sono decisamente evolute. La dentatura dei driolestidi era costituita da un gran numero di molari (alcune forme arrivavano ad avere nove molari, mentre di solito i placentati ne hanno tre e i marsupiali quattro).

## Classificazione
Nonostante le numerose caratteristiche che li pongono vicino ai teri, i driolestidi appaiono troppo specializzati (ad esempio il gran numero di molari) per poter essere i loro veri antenati , ed è più probabile che fossero un sister group di questi ultimi. Un tempo i driolestidi venivano raggruppati insieme ad altri mammiferi primitivi nel gruppo dei pantoteri (Pantotheria), attualmente considerato un raggruppamento artificiale e non valido in senso tassonomico.

## Evoluzione

Cranio di Cronopio

Sviluppatisi nel corso del Giurassico medio, in pochi milioni di anni i driolestidi si diffusero e si specializzarono: sono molto comuni nelle faune del Giurassico superiore della Morrison Formation in Nordamerica e di Guimarota in Portogallo, dove andarono incontro a un'eccezionale diversificazione. La famiglia più primitiva è quella dei paurodontidi (Paurodontidae), che include minuscoli animali come Henkelotherium e Paurodon. I driolestidi veri e propri (Dryolestidae) erano più grossi e maggiormente specializzati, come Dryolestes, Laolestes e Amblotherium. Nel corso del Cretaceo questi animali riuscirono a penetrare in Sudamerica, dove sopravvissero fino alla fine del periodo con le famiglie Reigitheriidae e Mesungulatidae, mentre negli altri continenti si estinsero. In Sudamerica è noto anche il bizzarro Cronopio, dai lunghi denti acuminati. Un singolo driolestide (Peligrotherium) è conosciuto nel Paleocene in Sudamerica.

## Stile di vita
Le specializzazioni dei denti fanno ritenere che i driolestidi fossero piccoli e veloci predatori di insetti, di cui trituravano i duri carapaci grazie ai numerosi molari. Lo scheletro di Henkelotherium, una delle forme meglio conosciute, suggerisce che questi animali fossero arboricoli e utilizzassero la lunga coda e le zampe per afferrarsi ai rami. Alcune delle forme più grandi (ad esempio Amblotherium) potrebbero essere state parzialmente terricole.